# Micrapate
Micrapate är ett släkte av skalbaggar. Micrapate ingår i familjen kapuschongbaggar.

## Bildgalleri

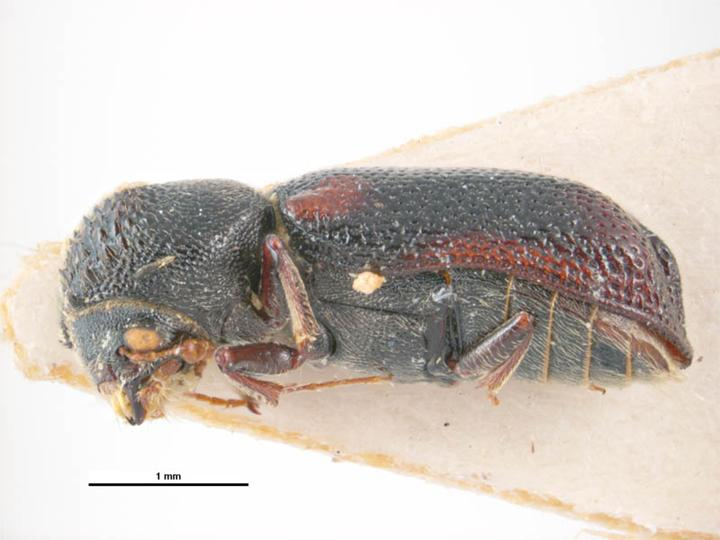
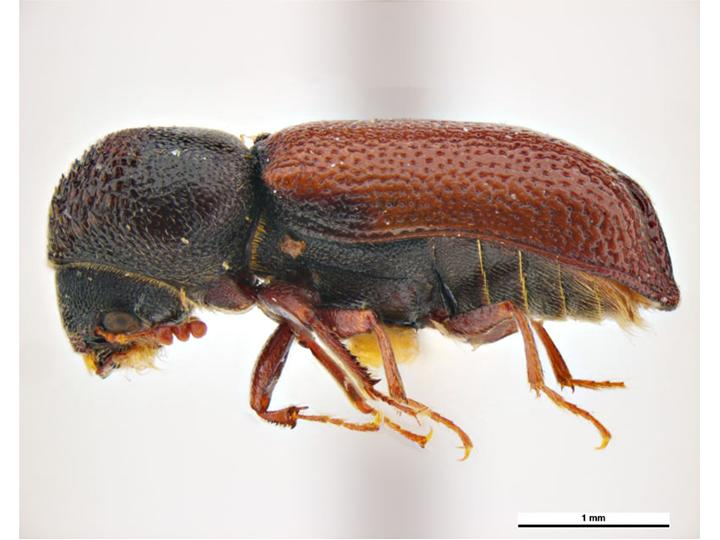
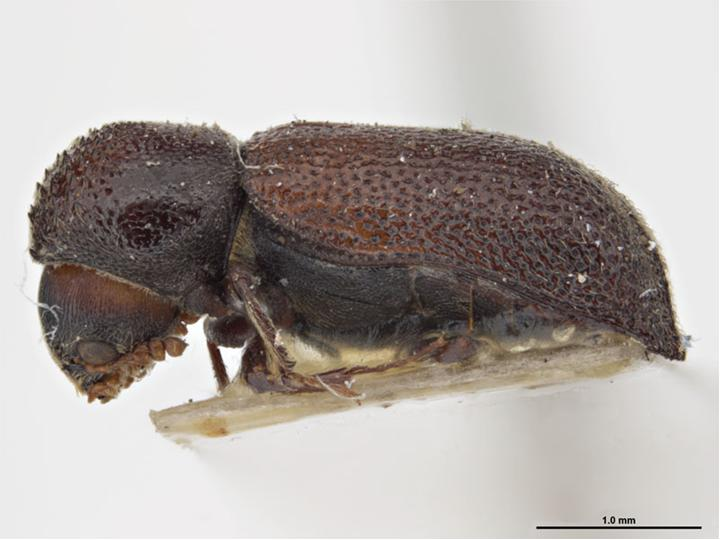
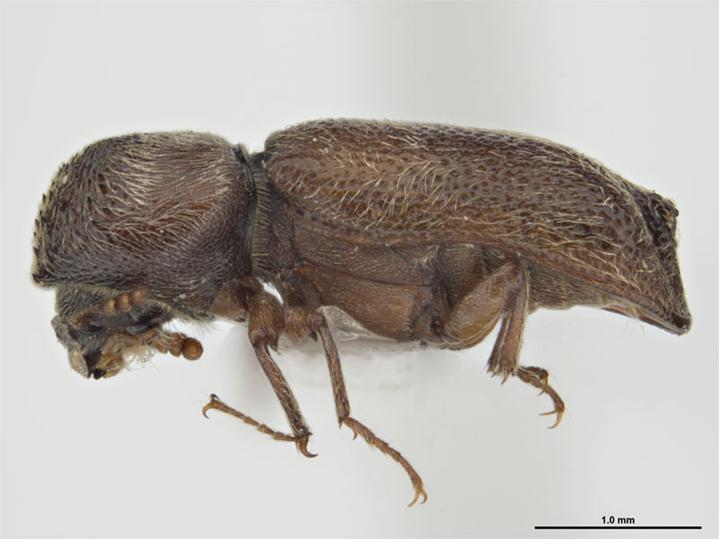
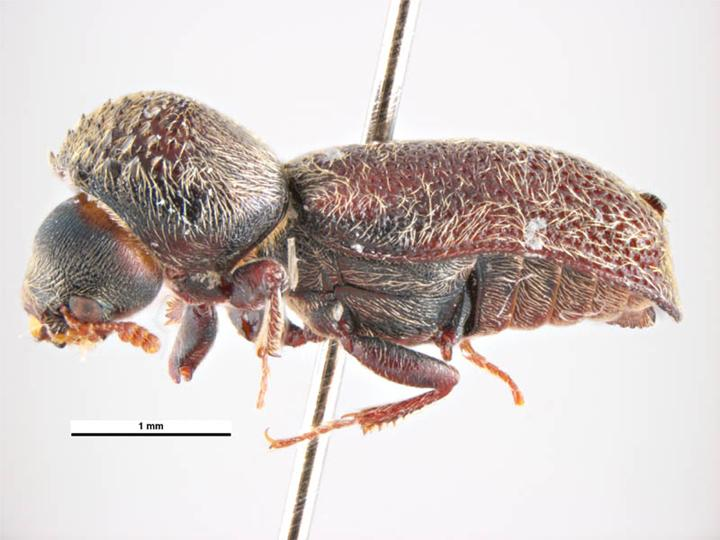
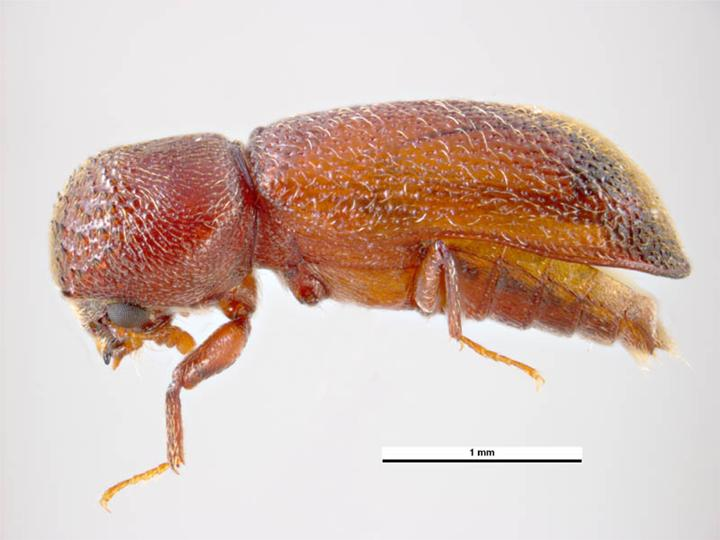

## Dottertaxa tillMicrapate, i alfabetisk ordning[1]
- Micrapate albertiana
- Micrapate amplicollis
- Micrapate atra
- Micrapate bicostula
- Micrapate bilobata
- Micrapate brasiliensis
- Micrapate brevipes
- Micrapate bruchi
- Micrapate brunnipes
- Micrapate catamarcana
- Micrapate cordobiana
- Micrapate cribripennis
- Micrapate cristicauda
- Micrapate dinoderoides
- Micrapate discrepans
- Micrapate exigua
- Micrapate foraminata
- Micrapate fusca
- Micrapate germaini
- Micrapate guatemalensis
- Micrapate horni
- Micrapate humeralis
- Micrapate kiangana
- Micrapate labialis
- Micrapate leechi
- Micrapate mexicana
- Micrapate neglecta
- Micrapate obesa
- Micrapate pinguis
- Micrapate puberula
- Micrapate pupulus
- Micrapate quadraticollis
- Micrapate scabrata
- Micrapate scapularis
- Micrapate schoutedeni
- Micrapate sericeicollis
- Micrapate simplicipennis
- Micrapate straeleni
- Micrapate unguiculata
- Micrapate wagneri
- Micrapate xyloperthoides